# Tagalogonia
Genre
Tagalogonia est un genre d'araignées aranéomorphes de la famille des Theridiosomatidae.

## Distribution
Les espèces de ce genre sont endémiques des Philippines.

## Liste des espèces
Selon World Spider Catalog (version 16.0, 27/10/2015) :
- Tagalogonia banahaw Labarque & Griswold, 2014
- Tagalogonia isarog Labarque & Griswold, 2014

## Publication originale
- Labarque & Griswold, 2014 : New ray spiders from Southeast Asia: the new Philippine genus Tagalogonia gen. nov. and continental genus Coddingtonia Miller, Griswold and Yin, 2009 (Araneae: Theridiosomatidae), with comments on their intergeneric relationships. The Coral Triangle: The 2011 Hearst Philippine Biodiversity Expedition, California Academy of Sciences, San Francisco, p. 407-425.